# .tskowa'xtsEnux
.tskowa'xtsEnux (.skowa'xtsEnEx, Moses Columbia, Moses Band), jedna od bandi Sinkiuse Indijanaca, porodica Salishan, s Priest's Rapidsa i susjednog područja u američkoj državi Washington. Prema svome najpoznatijem poglavisi Mosesu (u indijanskom imenu Sulk-stalk-scosum) poznati su i kao Moses Columbia ili Moses Band.
U travnju 1879 za njih je utemeljen rezervat Columbia, s kojeg su uskoro preseljeni na rezervat Colville. Moses je 1899. umro na rezervatu Colville u blizini Nespelema. Potomci im danas žive na rezervatu Colville u Washingtonu. 